# Cinema Kosmos
Il Cinema Kosmos è stato un cinema di Berlino, situato sulla Karl-Marx-Allee, a Berlino Est. Si trattava del più capiente cinema dell'allora Repubblica Democratica Tedesca e fu utilizzato fino al 1989 come cinema per le première nazionali. Dopo la riunificazione tedesca del 1990, fu gestito dalla casa bavarese UFA, che, nel 1996, trasformò il complesso in un cinema multisala per 3400 spettatori. Dal 2006 la struttura ha perso l'originaria destinazione cinematografica, diventando un centro congressi e sede di manifestazioni.
È posto sotto tutela monumentale (Denkmalschutz).

## Progettazione e architettura
Il cinema Kosmos fu progettato nello stesso anno, il 1959, e dagli stessi architetti, Josef Kaiser e Herbert Aust, del non lontano Kino International, e fu immaginato sin dalle origini come sala dedicata alle proiezioni delle prime cinematografiche. La realizzazione fu effettuata tra il 1960 e il 1962 dal dipartimento VEB Hochbau Friedrichshain al numero 131 di Karl-Marx-Allee.